# Istituti Clinici Scientifici Maugeri
Gli Istituti Clinici Scientifici Maugeri sono degli istituti clinici privati operanti in Italia e riconosciuti come IRCCS.

## Storia
Nel 1965 il medico del lavoro e docente Salvatore Maugeri fonda a Pavia la Clinica del Lavoro, che nel 1969 viene riconosciuta come IRCCS e che si estende negli anni aprendo ulteriori sedi a Milano, Bari, Montescano, Veruno, Giussago e Genova.
Nel 1990 viene aperto l'IRCCS Castel Goffredo; nel 1996 la Fondazione cambia ufficialmente nome in ricordo del fondatore. Nel 2009 ottiene il riconoscimento di IRCCS per tutte le proprie strutture nel campo della riabilitazione e della medicina del lavoro.
Nel 2012 è al centro di uno scandalo in cui cinque persone sono arrestate per aver sottratto all'organizzazione 56 milioni di Euro. L'ex presidente della regione Lombardia di centro-destra Roberto Formigoni è stato poi condannato per aver dato alla Fondazione numerosi finanziamenti in cambio di beni materiali e vacanze.
Nel 2016 la Fondazione cede la propria parte sanitaria ad una nuova azienda istituita come Società Benefit, della quale la Fondazione resta principale azionista.